# Robert von Zedlitz und Neukirch
Robert Karl Fürchtegott Freiherr von Zedlitz und Neukirch (* 14. November 1872 in Kynau, Landkreis Waldenburg; † 18. Februar 1937 in Bad Homburg vor der Höhe) war ein deutscher Verwaltungsjurist.

## Leben
Zedlitz und Neukirch studierte Rechtswissenschaften an der Universität Göttingen und war dort seit 1891 Mitglied des Corps Saxonia. 1905 wurde er Hilfsarbeiter im preußischen Kultusministerium. Von 1907 bis 1916 war er Landrat des Kreises Waldenburg, anschließend bis 1917 kommissarisch Landrat des Landkreises Görlitz, dann Leiter der Landesverwaltung im besetzten Italien in Udine und Landesdirektor von Estland in Reval. Nach dem Ersten Weltkrieg war er Regierungsrat in Danzig und beim Polizeipräsidium in Berlin. 1936 trat er in den Ruhestand. Zedlitz und Neukirch war Kurator des Adeligen Fräuleinstiftes Pfaffendorf bei Landeshut in Schlesien.